# Calamodes submelanaria
Calamodes submelanaria är en fjärilsart som beskrevs av Hans Zerny 1927. Calamodes submelanaria ingår i släktet Calamodes och familjen mätare. Inga underarter finns listade i Catalogue of Life.